# Alejo Montero
Alejo Gastón Montero (Buenos Aires, 5 maggio 1998) è un calciatore argentino, centrocampista del Newell's Old Boys.

## Carriera
È cresciuto nel settore giovanile del Vélez Sarsfield ed ha ricevuto la prima convocazione il 4 febbraio 2019 nell'incontro di Primera División contro il River Plate. Cinque giorni dopo ha fatto il suo esordio nella partita pareggiata 1-1 contro l'Huracán.
Nel luglio seguente ha lasciato il club a parametro zero ed ha firmato un contratto con l'Agropecuario. Il 20 ottobre dello stesso anno ha segnato il suo primo gol nella trasferta pareggiata 1-1 contro l'Independiente Rivadavia.
Il 25 gennaio 2025 ha lasciato il club rossoverde dopo 6 stagioni in cui ha realizzato 9 gol in 154 presenze ed ha firmato con il Newell's Old Boys.

## Statistiche

### Presenze e reti nei club
Statistiche aggiornate al 8 febbraio 2025.
| Stagione            | Squadra             | Campionato          | Campionato | Campionato | Coppe nazionali | Coppe nazionali | Coppe nazionali | Coppe continentali | Coppe continentali | Coppe continentali | Altre coppe | Altre coppe | Altre coppe | Totale | Totale | Totale |
| Stagione            | Squadra             | Comp                | Pres       | Reti       | Comp            | Pres            | Reti            | Comp               | Pres               | Reti               | Comp        | Pres        | Reti        | Pres   | Reti   |        |
| ------------------- | ------------------- | ------------------- | ---------- | ---------- | --------------- | --------------- | --------------- | ------------------ | ------------------ | ------------------ | ----------- | ----------- | ----------- | ------ | ------ | ------ |
| 2018-2019           | Vélez Sarsfield     | PD                  | 1          | 0          | CA              | 0               | 0               | -                  | -                  | -                  | -           | -           | -           | 1      | 0      |        |
| 2019-2020           | Agropecuario        | PBN                 | 16         | 1          | CA              | 0               | 0               | -                  | -                  | -                  | -           | -           | -           | 16     | 1      |        |
| 2020-2021           | Agropecuario        | PBN                 | 8          | 0          | CA              | 0               | 0               | -                  | -                  | -                  | -           | -           | -           | 8      | 0      |        |
| 2021                | Agropecuario        | PBN                 | 31         | 3          | -               | -               | -               | -                  | -                  | -                  | -           | -           | -           | 31     | 3      |        |
| 2022                | Agropecuario        | PBN                 | 34         | 1          | CA              | 3               | 0               | -                  | -                  | -                  | -           | -           | -           | 37     | 1      |        |
| 2023                | Agropecuario        | PBN                 | 26         | 1          | CA              | 0               | 0               | -                  | -                  | -                  | -           | -           | -           | 26     | 1      |        |
| 2024                | Agropecuario        | PBN                 | 35         | 3          | CA              | 1               | 0               | -                  | -                  | -                  | -           | -           | -           | 36     | 3      |        |
| Totale Agropecuario | Totale Agropecuario | Totale Agropecuario | 150        | 9          |                 | 4               | 0               |                    | -                  | -                  |             | -           | -           | 154    | 9      |        |
| 2025                | Newell's Old Boys   | PD                  | 4          | 0          | CA              | 0               | 0               |                    | -                  | -                  |             | -           | -           | 4      | 0      |        |
| Totale carriera     | Totale carriera     | Totale carriera     | 153        | 9          |                 | 4               | 0               |                    | -                  | -                  |             | -           | -           | 157    | 9      |        |